# Ruslan Ternovoj
Ruslan Andreevič Ternovoj (in russo Руслан Андреевич Терновой?; Penza, 10 aprile 2001) è un tuffatore russo.

## Palmarès
| Anno | Manifestazione            | Sede         | Evento           | Risultato | Prestazione | Note  |
| ---- | ------------------------- | ------------ | ---------------- | --------- | ----------- | ----- |
| 2018 | Giochi olimpici giovanili | Buenos Aires | Trampolino 3 m   | Bronzo    | 551,20 p.   |       |
| 2018 | Giochi olimpici giovanili | Buenos Aires | Piattaforma 10 m | Bronzo    | 596,85 p.   |       |
| 2018 | Giochi olimpici giovanili | Buenos Aires | Squadra mista    | Bronzo    | 371,15 p.   |       |
| 2019 | Europei di tuffi          | Kiev         | Sincro 3 m misti | 5º        | 271,20 p.   |       |
| 2019 | Europei di tuffi          | Kiev         | Piattaforma 10 m | Bronzo    | 445,25 p.   |       |
| 2025 | Mondiali                  | Singapore    | Sincro 10 m      | Argento   | 428,70 p.   | [ 1 ] |